# Pitcairnia smithiorum
Pitcairnia smithiorum är en gräsväxtart som beskrevs av Hans Edmund Luther. Pitcairnia smithiorum ingår i släktet Pitcairnia och familjen Bromeliaceae. Inga underarter finns listade i Catalogue of Life.